# MS Costa Marina
MS Costa Marina – włoski statek pasażerski.
Zbudowany w 1969 roku jako kontenerowiec Axel Johnson, w 1990 roku został przebudowany na statek pasażerski.

## Wyposażenie statku
Na pokładzie MS Costa Marina znajdują się m.in.:
- restauracje
- bary
- fitness center
- basen
- trasa do joggingu
- 3 jacuzzi
- biblioteka
- sala gier video
- SPA
- teatr
- kasyno
- dyskoteka
- kawiarenka internetowa
- kaplica
- centrum medyczne